# Kościół św. Mikołaja w Dźwiersznie Wielkim
Kościół świętego Mikołaja w Dźwiersznie Wielkim – rzymskokatolicki kościół parafialny należący do parafii pod tym samym wezwaniem (dekanat Łobżenica diecezji bydgoskiej).
Obecna murowana świątynia została wzniesiona w 1869 roku. Konsekrowana została w 1905 roku.
Do wyposażenia kościoła należą: ołtarz główny, ozdobiony obrazem św. Mikołaja i dwa ołtarze boczne – jeden ozdobiony rzeźbą Matki Boskiej z Dzieciątkiem, stojącej na kuli ziemskiej i depczącej węża, drugi, ozdabia figura św. Wawrzyńca. Ołtarze te powstały w pierwszej połowie XVIII wieku i zostały sprowadzone z Chełmna. W tym samym czasie i warsztacie powstała chrzcielnica oraz grupa Ukrzyżowania na łuku tęczowym.
Od Niedzieli Świętej Rodziny w 2008 roku w świątyni umieszczone są relikwie św. Joanny Beretty Molli – matki, która poświęciła swoje życie dla dobra nienarodzonego jeszcze dziecka.